# Список заслужених тренерів УРСР (легка атлетика)
Цей список включає українських тренерів з легкої атлетики, яким було присвоєно спортивне звання «Заслужений тренер УРСР» за весь час його існування (1961—1991).

## Список
Прізвища тренерів розподілені за роками присвоєння звання.

### 1961
- Єфремов В. Г.
- Козлов Г. В.
- Козаковський Валентин Васильович
- Левінштейн Сергій Володимирович
- Поляков Василь Іполітович
- Синицька Зоя Олександрівна
- Яковцев Анатолій Якович[1]

### 1962
- Буланчик Євген Микитович
- Жабенко Василь Олександрович
- Тіпаков Всеволод Михайлович
- Ус Олександра Іванівна

### 1963
- Денисенко Петро Іванович
- Леоненко Іван Федорович
- Лонський Віталій Олексійович
- Луньков Віктор Григорович
- Петрухін О. І.
- Степанов В. Є.

### 1964
- Виставкін Микола Іванович
- Глушко Іван Тимофійович[2]
- Токар Іван Михайлович
- Тюрин В. П.

### 1965
- Бєлокуров Микола Васильович
- Білязе Олександр Олексійович
- Григор'єв М. А.
- Староверський В. Г.
- Чубанов Павло Олександрович

### 1966
- Смирнов О. Ф.

### 1967
- Басалкевич І. В.
- Запорожанов Вадим Олександрович[3]
- Іващенко О. І.
- Коваленко Анатолій Якимович[4]
- Корчемний Рем Михайлович[5]
- Семашкін Ф. Я.

### 1968
- Звання не присвоювалось

### 1969
- Бродський Фелікс Абрамович
- Євтушок Сергій Семенович
- Кацман Володимир Якович
- Петровський Валентин Васильович
- Самойленко М. В.
- Филимович О. В.

### 1970
- Жарий Л. М.
- Кіперштейн Семен Абрамович
- Солдаткін Валентин Васильович
- Явник Олег Михайлович

### 1971
- Аксьонов В. Г.
- Атаманов Володимир Дмитрович
- Богдан В. П.
- Донськой Семен Абрамович[6]
- Рейн Г. Д.
- Сапронов Євген Григорович
- Скачко Валерій Петрович
- Сюч Євген Васильович
- Усенко О. М.
- Шамрай Ю. Д.

### 1972
- Бєлий Валерій Дем'янович
- Бредихін Володимир Дмитрович
- Великородний О. М.
- Гуля Анатолій Якович
- Канакі Олександр Спиридонович
- Козій Роман Степанович[7]
- Круглий Василь Максимович
- Кухно Василь Михайлович
- Левандо А. П.
- Чередниченко Валерій Євгенович

### 1973
- Байгуш Василь Никонович
- Фокін Юрій Михайлович

### 1974
- Звання не присвоювалось

### 1975
- Воловик Володимир Іванович
- Волобуєв Євген Родіонович
- Конюков Володимир Олексійович[8]
- Лузан Володимир Іванович
- Осадчук В. В.
- Подоплелов Леонід Васильович
- Сай Віталій Іванович
- Степанов Володимир Васильович

### 1976
- Звання не присвоювалось

### 1977
- Войтас Борис Іванович
- Домовський Юхим Аркадійович
- Козловський Ю. Г.
- Телегін Василій Іванович
- Шурхал Сергій Павлович
- Юшко Броніслав Миколайович
- Абраменко Володимир Григорович

### 1978
- Гайдим М. П.
- Корнєв Тіт Федорович[9]
- Яковлєв Борис Олександрович

### 1980
- Козловський Володимир Юхимович[10]

### 1983
- Авілов Віктор Олександрович[11]

### 1985
- Мальцев Микола Павлович[12]

### 1989
- Лис Віктор Мілентійович[13]

### ???
- Зайцев Геннадій Михайлович[14]